# Rob’n’Raz

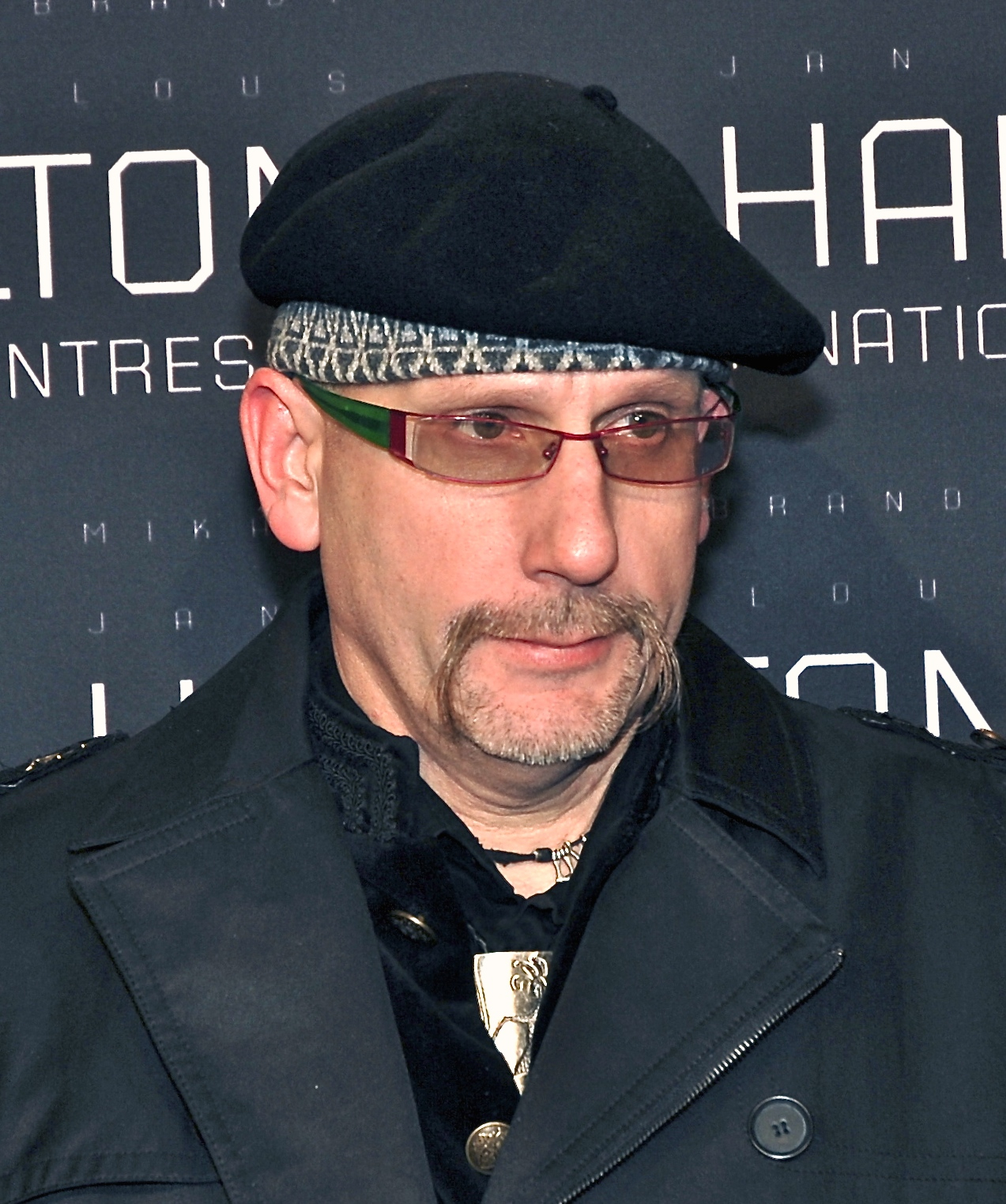
Rasmus Lindwall (2012)

A Rob'n'Raz egy svéd pop-rap duó. Eredeti nevük: Robert Wåtz és Rasmus Lindwall.

## A kezdetek
Robert és Rasmus az 1980-as években néhány évig DJ-ként dolgoztak, illetve több dalt és remixet készítettek együtt. Rasmus Lindwall volt az első svéd scratch bajnok, aki a lemezekkel mixelt.

## Az 1990-es évek
A '90-es években Leila K és Papa Dee is vokálozott nekik. Leila K-t ők fedezték fel, vele együtt készítették el 1989-ben a Got to get it című dalt, amely a SweMix kiadó gondozásában jelent meg. Dolgoztak még Just D és Christer Sandelin producerekkel. Készítettek néhány kiadatlan remixet is, például az ABBA Dancing Queen című slágeréből. 1996-ban a Safecracker nevű játékhoz írtak zenét.
1993-ban a ZTV-ben bemutatták a dance/hiphop Clubhoppingot. Néhány év múlva a rapper David „D-Flex” közreműködésével, valamint Lutricia McNeal énekesnővel léptek fel, és albumot is kiadtak. Rövid ideig DLC néven lépett fel David és Lutricia.
2000 elején a TV4 csatorna bemutatta a Småstjärnorn című zenei show-jukat.

## Diszkográfia

### Albumok
- 1990 Rob'n'Raz Featuring Leila K
- 1992 Clubhopping - The Album
- 1993 Spectrum 1993
- 1993 Clubhopping - The Album (International Edition)
- 1996 Circus

### Kislemezek
- 1988 Competition Is None (featuring Papa Dee)
- 1989 Microphone Poet (featuring Papa Dee)
- 1989 Got To Get (featuring Leila K)
- 1990 Rok The Nation (featuring Leila K)
- 1990 Just Tell Me (featuring Leila K)
- 1990 It Feels So Right (featuring Leila K) 0
- 1990 Du Ska Va Gla /Jag Skiter (Rob'n'Raz vs. Uggla)
- 1992 Clubhopping (DLC)
- 1992 Bite The Beat / 6 Minutes (DLC)
- 1992 Higher (DLC)
- 1992 Love You Like I Do (DLC)
- 1992 Big City Life (DLC)
- 1992 Dancing Queen (DLC)
- 1993 In Command (DLC)
- 1994 Power House (Remix) (DLC)
- 1995 Mona Lisa (featuring D-Flex)
- 1996 Whose Dog Is Dead? (featuring D-Flex)
- 1996 Take A Ride (featuring D-Flex)
- 1996 Throw Your Hands In The Air (featuring D-Flex)
- 2005 The Snake (featuring Lorén)
- 2007 My Girly (featuring Rigo)

### D-Flex szólókislemezek
- 1999 Don't Disrespect
- 2000 Friday Night 2000
- 2001 Always Come Back To Your Love (Samantha Mumba feat. D-Flex)